# Alexander Molzahn
Alexander Molzahn   (Frankfurt del Main, 25 d'agost de 1907 - 1 de desembre de 1998) fou un violoncel·lista i professor universitari alemany. Va estudiar a Berlín amb Georg Wille (1869–1958) i Adolf Steiner (1897–1974). Va ser professor de la Universitat de Música i Arts Escèniques de Frankfurt i va ensenyar al Dr. Hoch's Conservatory. Entre els seus alumnes hi ha Maria Kliegel, Peter Cahn, Jan Diesselhorst i Stephan Breith.